# Pity (filme)
Pity é um filme de drama grego dirigido e escrito por Babis Makridis. Estrelado por Yannis Drakopoulos, estreou no Festival Sundance de Cinema em 19 de janeiro de 2018.

## Elenco
- Yannis Drakopoulos
- Evi Saoulidou
- Nota Tserniafski
- Makis Papadimitriou